# Asociación de Autores de Teatro

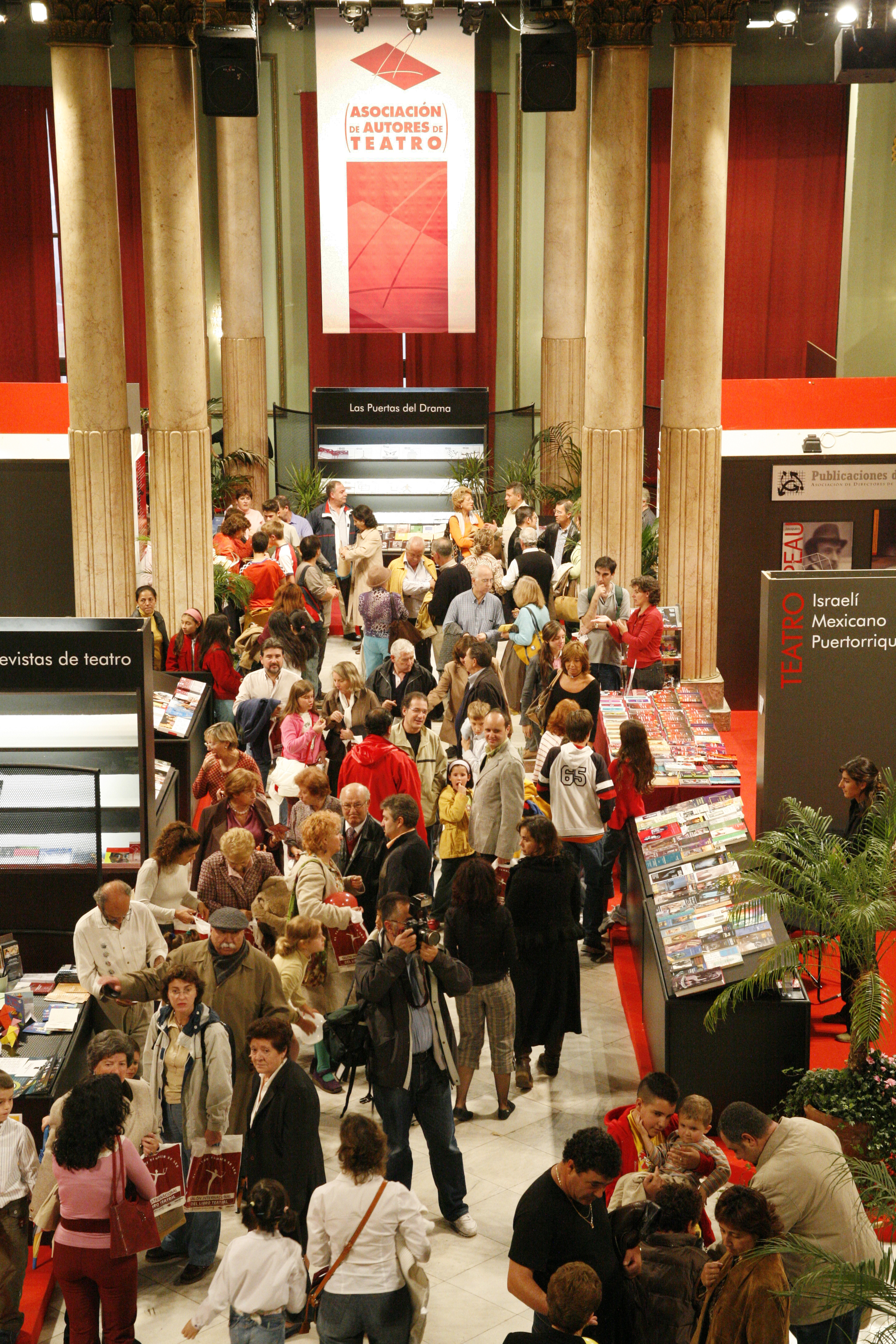
Salón Internacional del Libro Teatral. Círculo de Bellas Artes de Madrid, 2006.

La Asociación de Autoras y Autores de Teatro (AAT), es una sociedad literaria española sin ánimo de lucro, que inició sus pasos en 1990, como sección autónoma de la Asociación Colegial de Escritores con el propósito de "defender la dignidad de los autores españoles de teatro, así como para mantener y potenciar su función en el ámbito de la práctica escénica y, en consecuencia, de la sociedad en general":
- La AAT tiene como fines: defender la presencia y reconocimiento social de los Autores españoles de teatro; manteniendo y potenciando su función en el ámbito de la vida literaria y escénica. (Artículo 3º de los Estatutos de la AAT.)[2]

## Cronología de la AAT
En 2015 se cumplió el XXV aniversario de la Asociación. Actualmente está formada por unos trescientos asociados, principalmente autores y, en menor medida, investigadores y teóricos teatrales. Además, mantiene contactos con escritores de otros países, y colabora con asociaciones y sociedades de autores extranjeras, como por ejemplo las de Francia, Portugal y Argentina.
- En 1975 Tras el fin de la dictadura se baraja la creación de una asociación profesional que agrupara a los autores de teatro de España, sin embargo al existir la SGAE (en aquel entonces Sociedad General de Autores de España) no se vio viable.
- En 1981 hubo un primer intento a propuesta de Lauro Olmo: un grupo de autores se inscribieron en la Asociación Colegial de Escritores (ACE).
- En 1990, a iniciativa de Alberto Miralles, y en el seno de la Asociación Colegial de Escritores se crea la AAT con sede en Madrid. Lauro Olmo será su primer Presidente, y Antonio Buero Vallejo su Presidente de Honor, con Alberto Miralles como Secretario General.
- 1995: Alberto Miralles asume la presidencia de la Asociación. Se inicia entonces la publicación de varias colecciones de textos teatrales y de ensayos (Damos la Palabra, Monólogos, etc.), así como los ciclos de lecturas dramatizadas.
- 1998: Jesús Campos García es nombrado Presidente de la Asociación, y permanece al frente de la misma hasta 2015. En este período se inaugura una nueva sede, se continúan varias de las colecciones iniciadas años atrás y se inician nuevas actividades y líneas de trabajo.
- 1999-2000: Se crean Las Puertas del Drama, revista trimestral que centra sus contenidos en torno a la autoría contemporánea y el boletín EntreCajas, publicación trimestral que se hace eco de la actividad de la asociación y de sus asociados.
- 2000: Adopción del dominio www.aat.es.
- 2000: Creación de un portal propio en la Biblioteca Virtual Miguel de Cervantes, en el que los autores de la AAT llevan publicados hasta el momento varios centenares de obras de teatro, todas ellas en libre acceso.
- 2000: Se inaugura el Salón del Libro Teatral, que a partir de 2002 se convoca con carácter internacional. En esta actividad se dan cita las principales editoriales de teatro, que presentan sus novedades, así como traductores y profesionales de los distintos ámbitos de las artes escénicas. Durante su celebración, además de la exposición y venta de libros, tienen lugar lecturas dramatizadas, concurso Teatro Exprés de escritura rápida, presentaciones de libros, entrega de premio a la mejor labor editorial y entrega del Premio AAT de Textos Teatrales.
- 2002: Se inician los Maratones de Monólogos en el Círculo de Bellas Artes, actividad con la que la AAT se suma a la celebración del Día Mundial del Teatro y que en 2015 celebró su XX edición.[4] En ellos han participado destacados actores como Charo López, Ana Marzoa, María Luisa Merlo, Pepe Viyuela o Paco León, entre muchos otros. En su edición de 2016 el Maratón de Monólogos tuvo lugar en la Sala Berlanga de la SGAE, con textos de autores como Tomás Afán, Pedro Víllora, Mariam Budia y Paloma Pedrero, entre otros.[5] Los monólogos se publican después en forma de libro, dentro de la colección de Teatro Breve de la AAT, y se difunde su grabación a través de Youtube.
- 2013: Comienzan los premios Certamen Jesús Campos de la Asociación. Entre sus ganadores se encuentran José Cruz, Juanma Romero Gárriz, Paco Gámez, Javier Liñera, Félix Estaire, David Montero, Marcos Fernández Alonso y Juan Fleta.
- 2015: Se celebra en el teatro María Guerrero de Madrid el 25º aniversario de la Asociación.[6]
- 2016: Alberto Iglesias obtiene el premio IV Certamen Jesús Campos para textos teatrales con su obra Bel Canto.[7]
- 2017: Cambia su denominación de Asociación de Autores de Teatro a Asociación de Autoras y Autores de Teatro, manteniendo sus siglas: AAT.[8]
- 2018: Ignacio del Moral es nombrado Presidente de la Asociación.[9]

## Socios célebres
En la AAT están afiliados como socios dramaturgos de la talla de José Luis Alonso de Santos, Fernando Arrabal, Josep Maria Benet, Albert Boadella, Juan Mayorga, Fernando Savater y José Sanchis Sinisterra, así como jóvenes promesas como Carlos Be, Paco Bezerra y Alberto Conejero.
Algunos de los autores ya fallecidos que pertenecieron a la asociación fueron Antonio Buero Vallejo, Fernando Fernán Gómez, Alberto Miralles, Lauro Olmo, José Luis Sampedro y Alfonso Sastre.

## Vínculos
- Página oficial de la AAT
- Portal de la Asociación de Autores de Teatro en la Biblioteca Virtual Miguel de Cervantes.